# كورت كامبل
كورت كامبل (بالإنجليزية: Kurt Campbell)‏ هو لاعب كرة القدم الكندية أمريكي، ولد في 30 يوليو 1982 في كينغستون في جامايكا.